# Září 2016

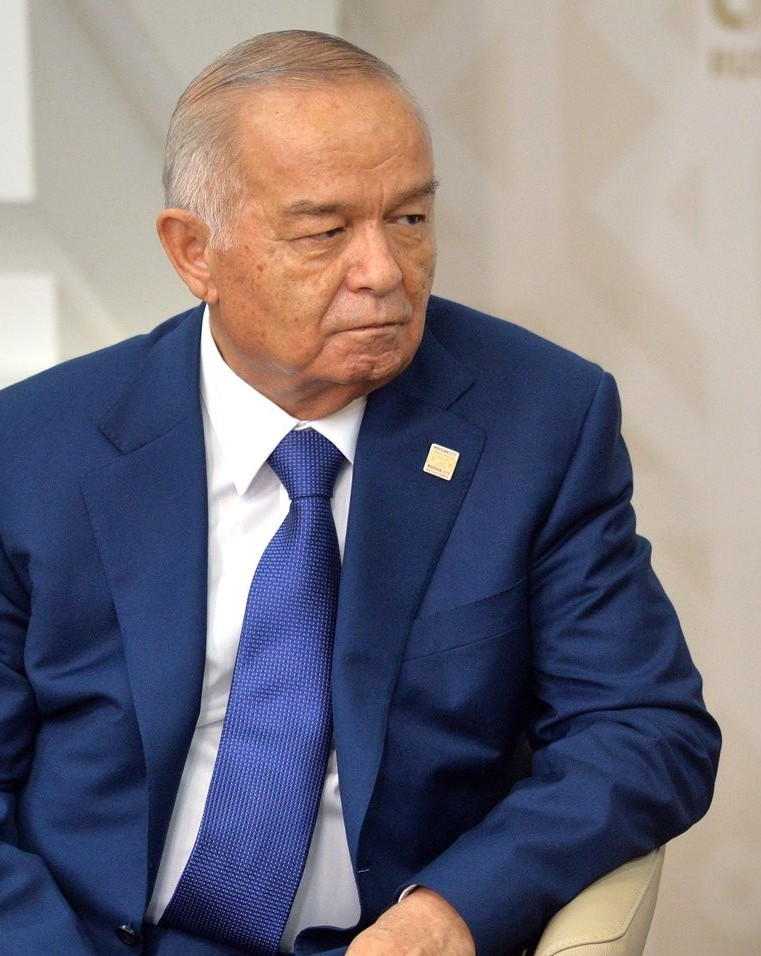
Islam Karimov

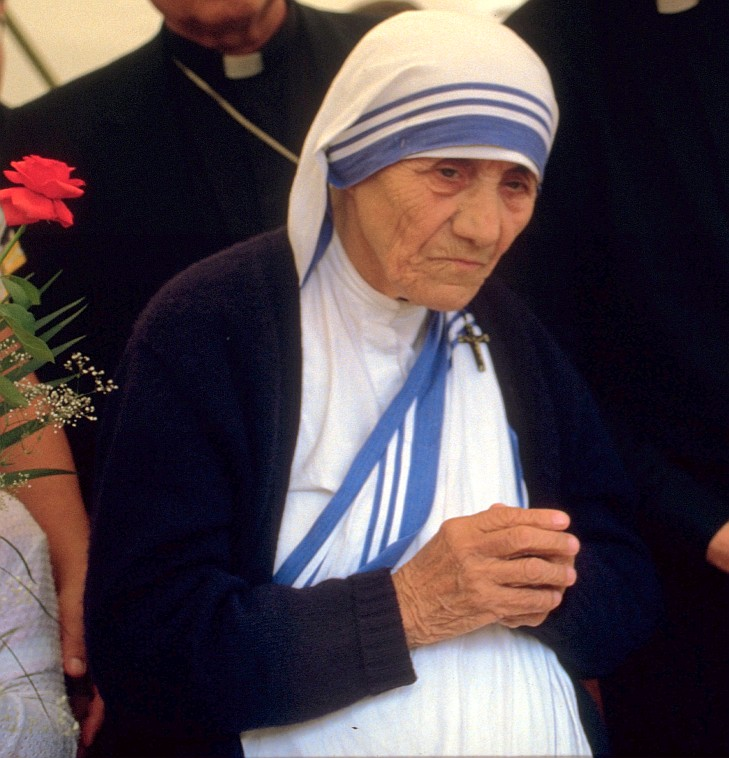
Matka Tereza

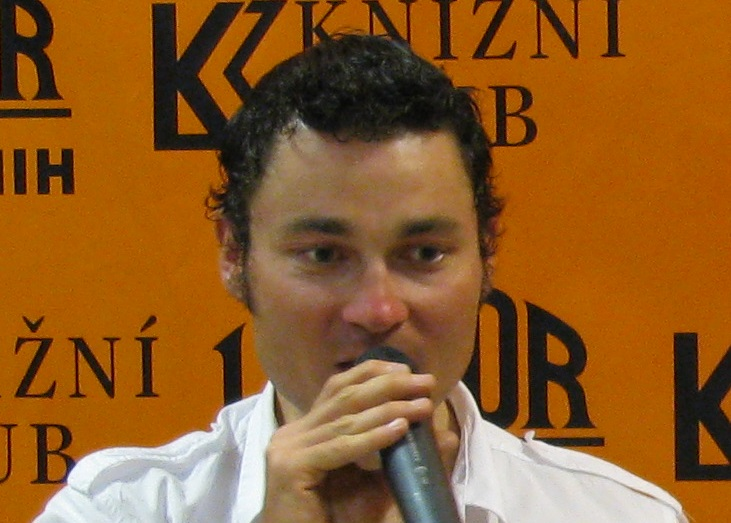
Jiří Ježek

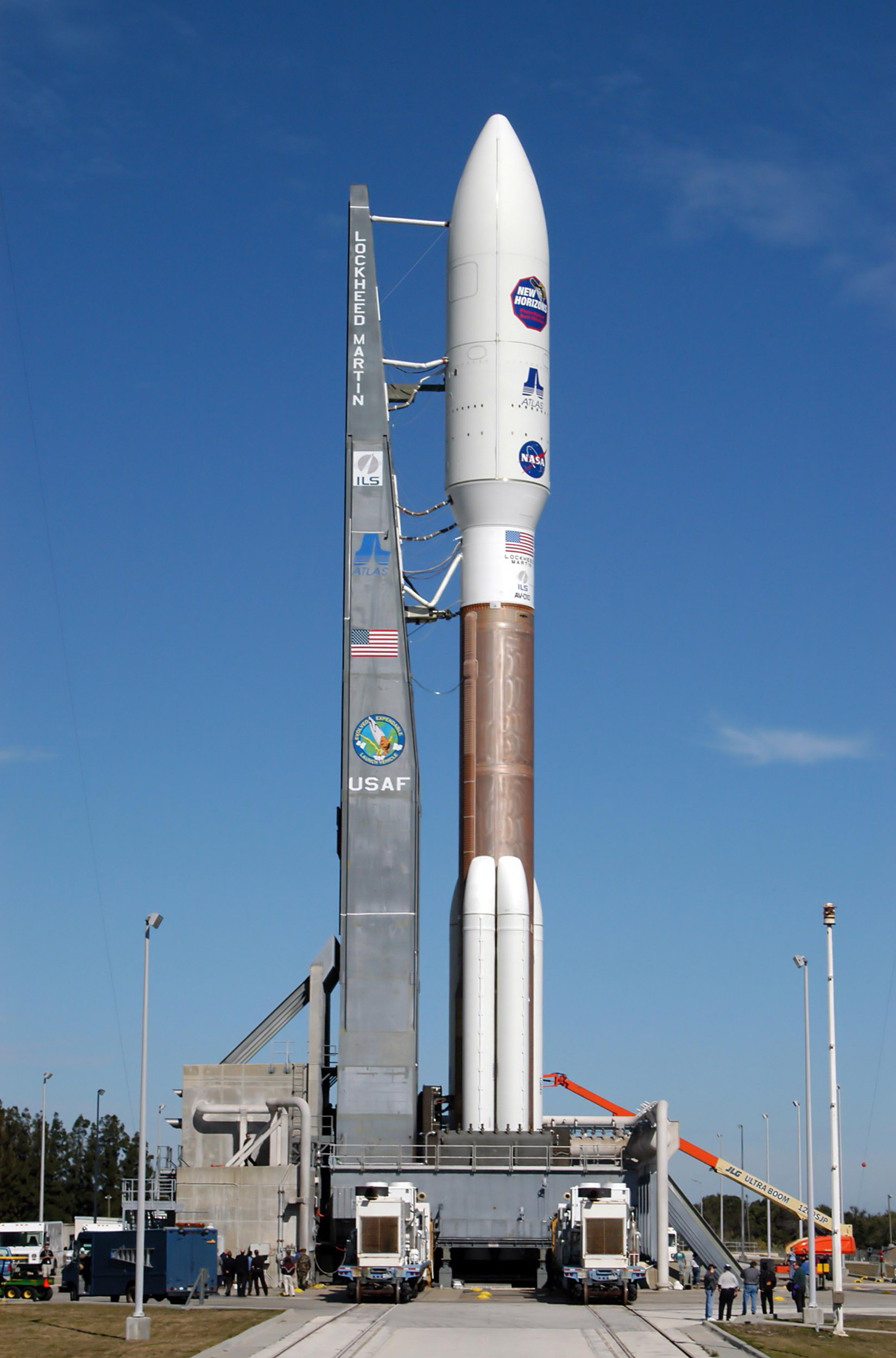
Raketa Atlas 5

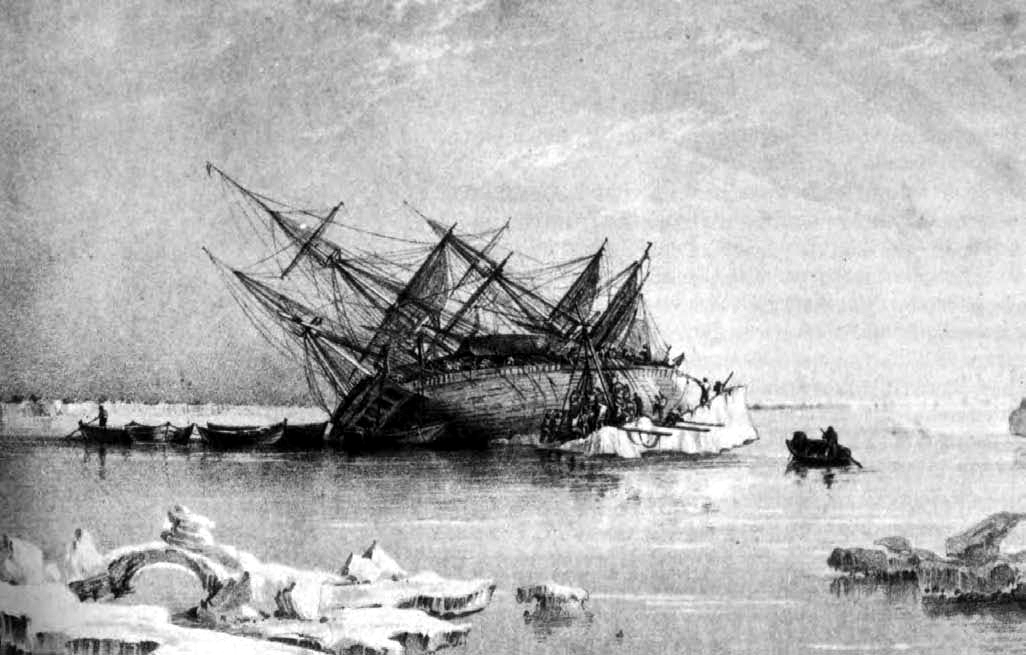
HMS Terror

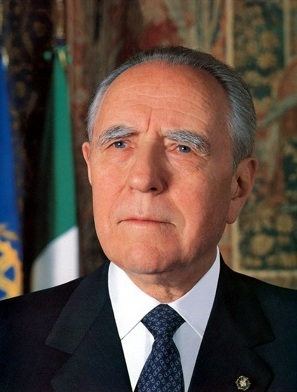
Carlo Azeglio Ciampi

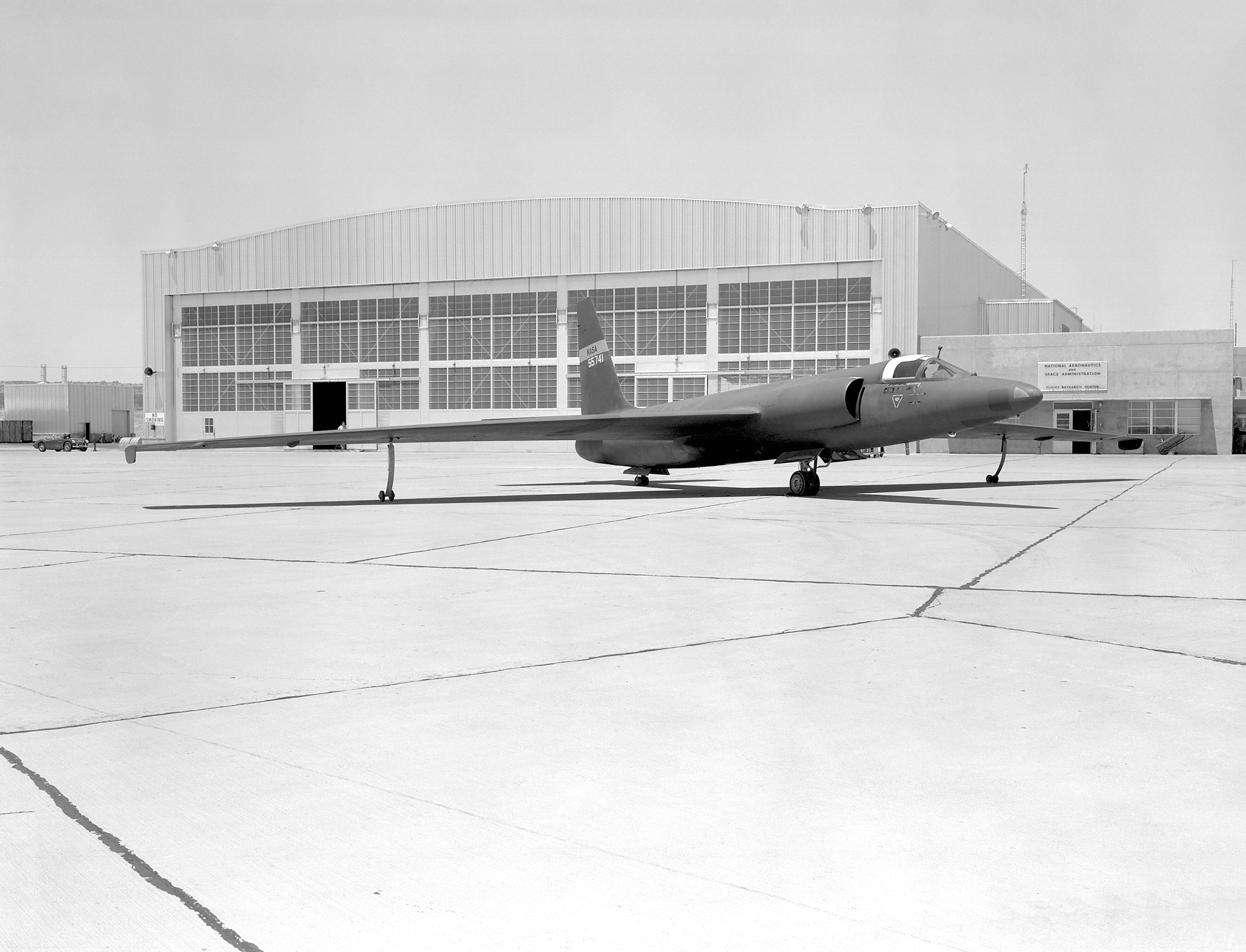
Lockheed U-2

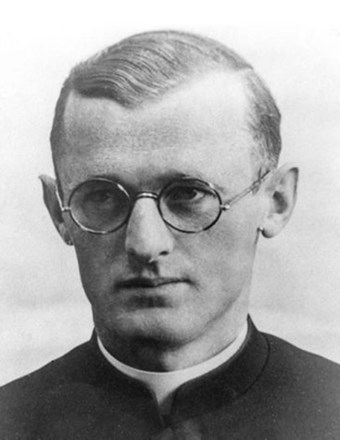
Engelmar Hubert Unzeitig

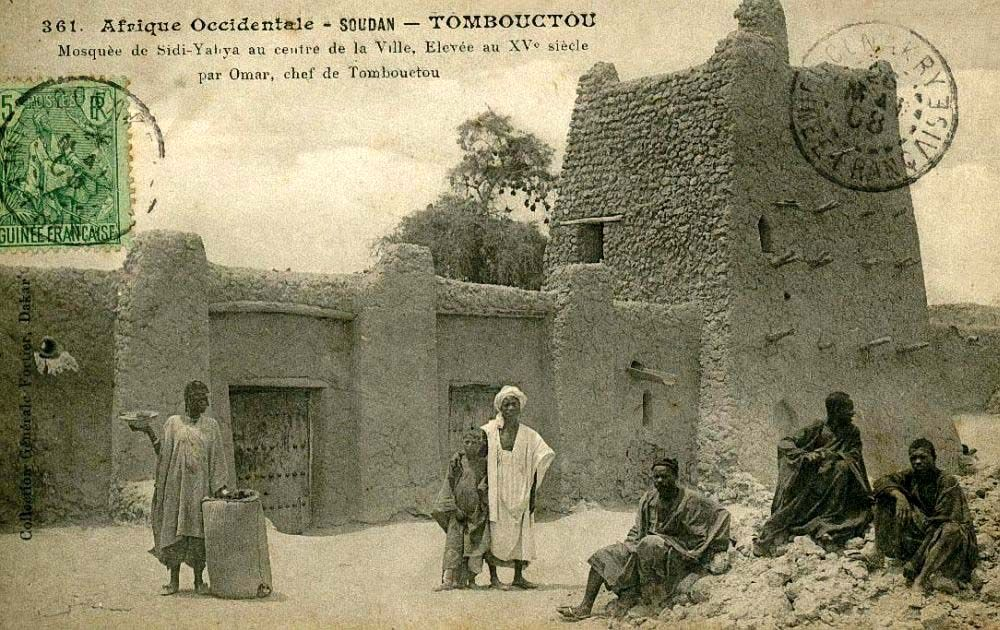
Mešita Sidi Jahja

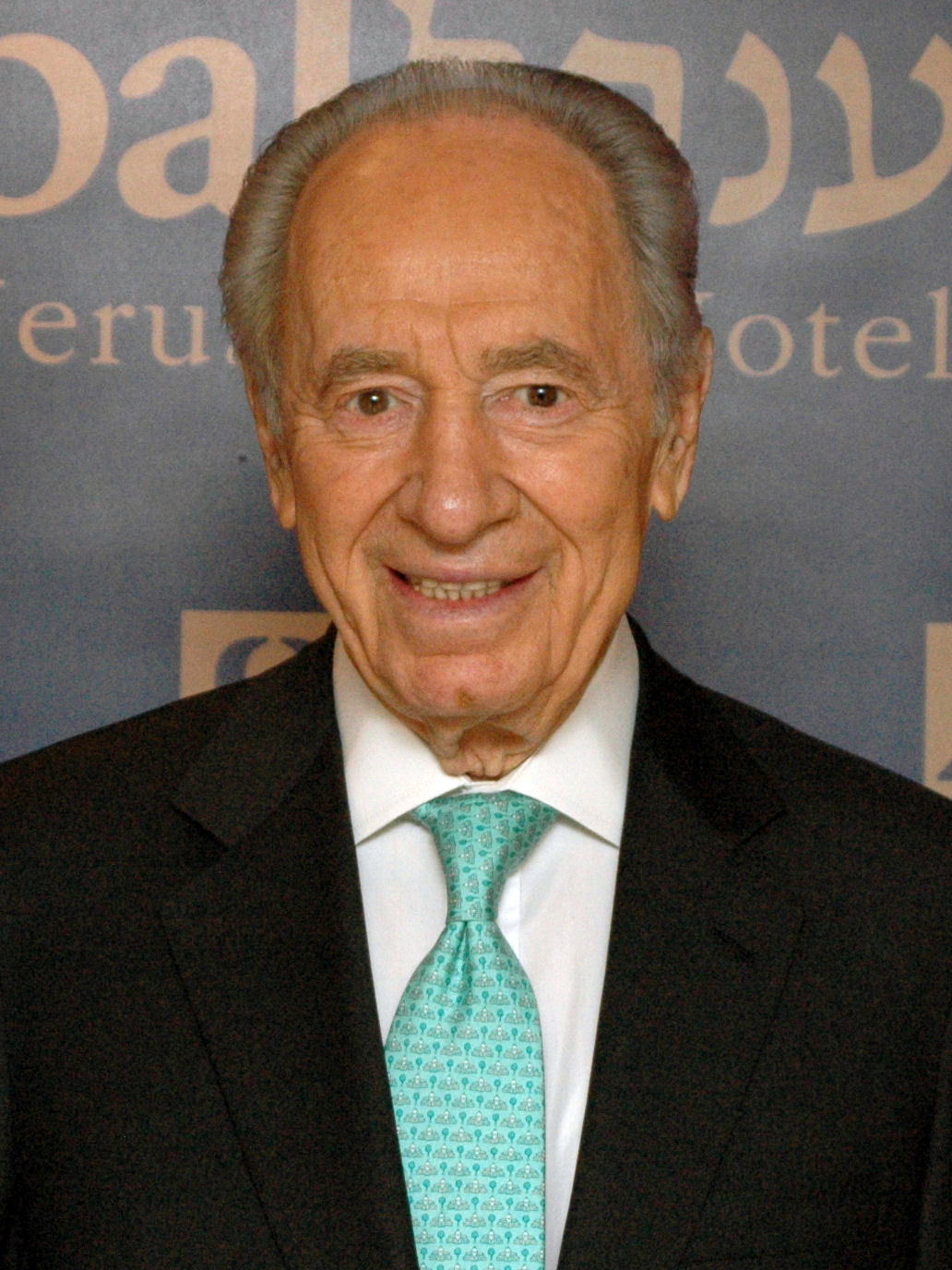
Šimon Peres

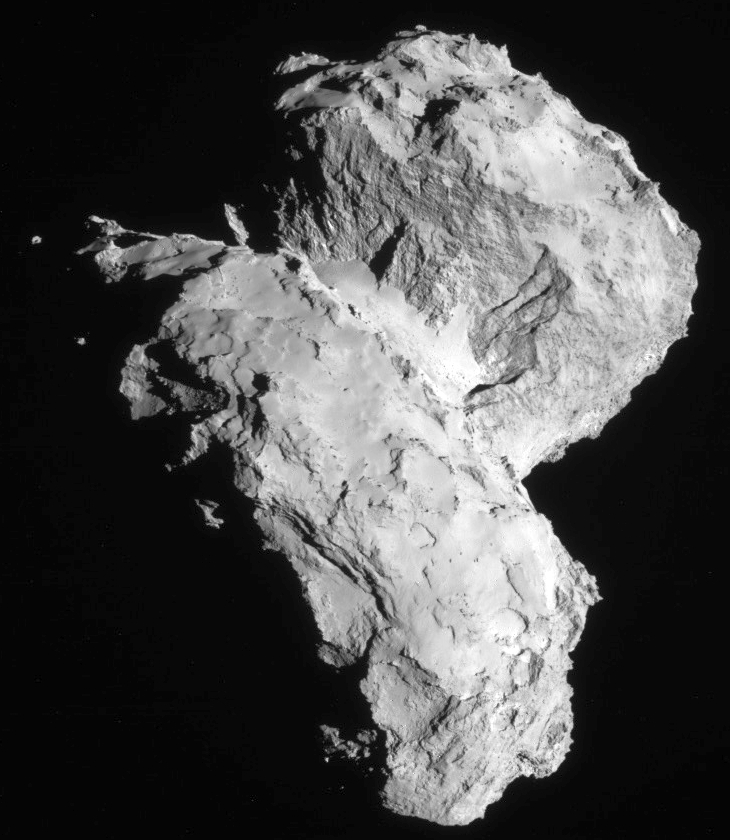
Čurjumov-Gerasimenko

1. září – čtvrtek
 Raketa Falcon 9 společnosti SpaceX explodovala při rutinním testu na odpališti Kennedyho vesmírného střediska.
 Městský soud v Praze pravomocně rozhodl, že se Kancelář prezidenta republiky musí omluvit Terezii Kaslové za urážlivé výroky, které prezident Miloš Zeman pronesl na adresu jejího dědy Ferdinanda Peroutky. Jeden z Peroutkových článků ale soud označil za antisemitský.
 Gabonské bezpečnostní složky rozehnaly ostrou střelbou demonstraci opozice proti výsledkům prezidentských voleb v nichž těsně zvítězil stávající prezident Ali Bongo Ondimba.
2. září – pátek
 Ve věku 78 let zemřel dlouholetý uzbecký prezident Islam Karimov (na obrázku), který zemi vládl od její nezávislosti v roce 1991.
 Nejméně 14 lidí bylo zabito při teroristickém útoku skupiny Abú Sajjáf ve filipínském městě Davao.
4. září – neděle
 Papež František svatořečil misijní pracovnici Matku Terezu z Kalkaty (na obrázku). 
5. září – pondělí
 Mezinárodní svaz ochrany přírody vyjmul pandu velkou ze seznamu ohrožených druhů a přidal gorilu východní na seznam kriticky ohrožených druhů.
6. září – úterý
 Vysoký komisař OSN pro lidská práva Zaíd Husajn označil českého prezidenta Miloše Zemana za demagoga, populistu a politického fantastu. Spolu s nizozemským politikem Geertem Wildersem, republikánským kandidátem na prezidenta USA Donaldem Trumpem či francouzskou Marinou Le Penovou prý mají podobný styl vyjadřování jako tzv. Islámský stát.
7. září – středa
 Letní paralympijské hry 2016 byly zahájeny na stadionu Maracanã v Riu de Janeiru. Českou vlajku nesl cyklista Jiří Ježek (na obrázku).
8. září – čtvrtek
 Čtyři lidé zemřeli při nehodě vrtulníku Bell 429 slovenské záchranné služby v okrese Banská Bystrica.
 Rozsáhlá studie genetické výbavy žiraf ukázala, že jde o čtyři oddělené druhy.
 Americký prezident Barack Obama nominoval do funkce federálního soudce vůbec prvního praktikujícího muslima v historii Spojených států. Zda washingtonský právník Abid Riaz Qureshi talár soudce v D. C. skutečně oblékne, ale vůbec není jisté. Nominaci totiž ještě musí schválit americký Senát. 
 V noci ze čtvrtka na pátek odstartuje z Mysu Canaveral vědecká mise OSIRIS-REx, jejímž cílem je prozkoumat vzdálený asteroid Bennu, odebrat z něj vzorky a pak se vrátit na Zemi. 
9. září – pátek
 Brexit: Irský taoiseach Enda Kenny podpořil sjednocení ostrova v reakci na výsledek referenda o členství Spojeného království v Evropské unii.
 Severní Korea provedla svůj pátý a dosud největší jaderný test provázený otřesy o síle 5,3 stupně Richterovy škály.
 Raketa Atlas V vynesla sondu OSIRIS-REx na její sedmiletou misi k asteroidu Bennu (planetka).
10. září – sobota
 Občanská válka v Sýrii: Ministři zahraničí John Kerry a Sergej Lavrov uzavřeli komplexní dohodu o příměří mezi syrskou vládou a opozicí. Dohoda dále předpokládá společný boj proti teroristickým organizacím Islámský stát a fronta An-Nusra.
 Ve věku 84 let zemřel český sociolog Ivo Možný.
11. září – neděle
 Nejméně 500 000 lidí demonstrovalo v Barceloně za nezávislost Katalánska.
 Volby prezidenta USA 2016: Hillary Clintonová zkolabovala během připomínky obětí útoků z 11. září 2001 v důsledku zápalu plic, který jí byl diagnostikován o dva dny dříve.
 Zemětřesení o síle 5,3 stupně zasáhlo makedonskou metropoli Skopje.
 Občanská válka v Libyi: Jednotky generála Chalífy Haftara zaútočily na ropné terminály spravované milicemi věrnými mezinárodně uznané vládě.
12. září – pondělí
 Druhé kolo Rakouských prezidentských voleb bylo odloženo na prosinec, kvůli rozeslání nelepicích obálek pro korespondenční hlasování.
 Občanská válka v Sýrii: Dohoda o celostátním příměří začala platit na území Sýrie.
13. září – úterý
 Nejméně 130 lidí zemřelo a další stovky jsou pohřešovány v důsledku povodní v Severní Koreji.
 Vrak lodi HMS Terror kapitána Johna Franklina byl objeven poblíž Ostrova krále Viléma v kanadském teritoriu Nunavut.
14. září – středa
 Novým prezidentem UEFA byl se 42 hlasy zvolen slovinský právník a předseda Fotbalového klubu Slovinska Aleksander Čeferin.
 Německo vzhledem k zvýšenému teroristickému riziku uzavřelo svoje velvyslanectví a konzuláty v Turecku. Jedná se o preventivní akci v souvislosti s muslimským Svátkem oběti (íd al-adhá), který začal v pondělí 11. 9. a v jehož souvislosti již německé ministerstvo zahraničí vydalo výstrahu svým občanům, aby byli při pobytu v Turecku obezřetní.
15. září – čtvrtek
 Čínská raketa Dlouhý pochod 2F vynesla na oběžnou dráhu vesmírnou stanici Tchien-kung 2.
16. září – pátek
  V Bratislavě se konal Velký neformální summit lídrů Evropské unie.
 Ve věku 95 let zemřel bývalý italský prezident Carlo Azeglio Ciampi.
 Diane Jamesová byla zvolena novou předsedkyní euroskepticistické strany UKIP.
17. září – sobota
 Letní paralympijské hry 2016: Íránský cyklistický závodník Bahman Golbarnezhad zemřel v důsledku pádu v závodě se společným startem.
 Rada bezpečnosti OSN zahájila okamžitá jednání, poté co bylo nejméně 60 syrských vojáků zabito při náletu amerického letectva na jejich pozice poblíž města Dajr az-Zaur na východě země.
 Země Visegrádské skupiny oznámily, že nepodpoří dohodu o brexitu, pokud bude omezovat občany evropských států v právu pracovat ve Spojeném království.
 Stopy výbušniny TNT byly objeveny na troskách letu EgyptAir 804.
 Ve věku 88 let zemřel absurdní dramatik Edward Albee, autor hry Kdo se bojí Virginie Woolfové?.
18. září – neděle
 V ruských parlamentních volbách s 47% účastí podle oficiálních výsledků zvítězila a posílila vládní strana Jednotné Rusko. Podle pozorovatelů OBSE volby nebyly skutečně svobodné.
 Ve volbách do Poslanecké sněmovny Berlína, zvítězila velká koalice kancléřky Merkelové, jejíž strany SPD a CDU však ztratily v berlínské sněmovně většinu. Nově získala křesla AfD a vrátili se svobodní, naopak vypadli piráti.
 Nejméně 29 lidí bylo zraněno při výbuchu bomby ve čtvrti Chelsea v New Yorku.
 Kašmírští povstalci zabili 17 indických vojáků na vojenské základně poblíž Linie kontroly.
19. září – pondělí
 Fantasty seriál Hra o trůny a komediální seriál Viceprezident(ka) získali cenu Emmy.
 Česko se vzdalo 6 miliard korun z evropského fondu soudržnosti, aby nemuselo přijímat uprchlíky.
20. září – úterý
 Jeden pilot zahynul při nehodě špionážního letounu U2 poblíž Bealeovy letecké základny v Kalifornii.
 Občanská válka v Sýrii: Mezinárodní červený kříž a OSN pozastavily dodávky humanitární pomoci do obležených enkláv v Sýrii poté, co doposud neidentifikované ozbrojené síly zničily humanitární konvoj OCHA v  guvernorátu Aleppo.
 Evropská migrační krize: Uprchlický tábor Moria na ostrově Lesbos shořel v důsledku nepokojů vyvolanými fámou o nadcházejících masových deportacích.
 Nejméně 17 lidí bylo zabito při protestech proti prezidentu Josephu Kabilovi v konžské metropoli Kinshase.
21. září – středa
 Virginia Raggi, starostka Říma, zrušila kandidaturu města na pořádání letních olympijských her 2024.
 Ahmad Khan Rahami, pachatel série bombových útoků v New Yorku a New Jersey, se ve svém deníku přihlásil k džihádismu.
22. září – čtvrtek
 Nejméně 500 milionů uživatelských účtů společnosti Yahoo! bylo kompromitováno při kybernetickém útoku v roce 2014.
 Nejstarší známý biblický text pocházející z 3. nebo 4. století n. l. byl přečten za pomoci počítačové tomografie.
 Guvernér Severní Karolíny vyhlásil výjimečný stav ve městě Charlotte po střetech mezi policií a příslušníky místní afroamerické komunity.
24. září – sobota
 Katolický řeholník a sudetský Němec Engelmar Hubert Unzeitig (na obrázku) známý též jako Anděl z Dachau byl blahořečen.
25. září – neděle
 Největší radioteleskop FAST s průměrem 500 metrů byl uveden do provozu v čínské provincii Kuej-čou.
 Dva policisté byli vážně zraněni při výbuchu nastražené bomby v budapešťské čtvrti Oktogon.
26. září – pondělí
 Občané Republiky srbské v referendu schválili oslavu 9. ledna jako dne nezávislosti. Navzdory rozhodnutí bosenského nejvyššího soudu.
27. září – úterý
 Maliský islamista Ahmad Mahdí Faki ze skupiny Ansar Dine byl odsouzen k devíti letům vězení za zničení súfistických mauzoleí a vchodu do mešity Sidi Jahja (na obrázku) v Timbuktu.
 Časopis New Scientist informoval o narození prvního dítěte, jehož genetická výbava pochází od tří rodičů; dvou žen a jednoho muže. Speciální metoda umělého oplodnění je průlomem v léčbě mitochondriálních onemocnění.
 Příslušníci českého svazu Pomocných technických praporů se rozhodli ukončit činnost organizace z důvodu vysokého věku jejího členstva.
 Evropská unie pozastavila zapsání FARC na seznam teroristických skupin, poté co kolumbijská vláda a povstalci podepsali mírovou dohodu.
 Majetkové škody způsobila série explozí před mešitou a kongresovým centrem v Drážďanech.
28. září – středa
 Ve věku 93 let zemřel v Tel Avivu bývalý izraelský prezident, dřívější dvojnásobný předseda izraelské vlády a nositel Nobelovy ceny za mír Šimon Peres (na obrázku).
 Mezinárodní vyšetřovací komise oznámila, že let MH17 byl sestřelen raketou odpálenou z území ovládaného proruskými separatisty. Raketový systém byl přivezen z Ruska a tam se po odpalu navrátil.
 Americký senát přehlasoval prezidentské veto zákona umožňujícího příbuzným obětí teroristických útoků z 11. září 2001 žalovat vládu Saúdské Arábie.
29. září – čtvrtek
 Organizace zemí vyvážejících ropu se po osmi letech dohodla na snížení těžby ropy a následném zvýšení cen pohonných hmot.
 Nejméně 200 civilistů bylo dle Amnesty International zabito při útocích chemickými zbraněmi spáchanými súdánskou armádu v provincii Dárfúr.
 Nejméně tři lidé byli zabiti a dalších 100 bylo zraněno při nárazu vlaku do nástupiště ve stanici Hoboken ve státě New Jersey.
 Společnost BlackBerry oficiálně oznámila že končí s výrobou mobilních telefonů.
30. září – pátek
 Sonda Rosetta Evropské kosmické agentury zakončila svou misi dopadem na povrch komety Čurjumov-Gerasimenko (na obrázku).
 Filipínský prezident Rodrigo Duterte oznámil svůj záměr vyhladit tři miliony lidí.